# Dries Koekelkoren
Dries Koekelkoren (25 mei 1988) is een voormalig Belgisch volleyballer.

## Levensloop
Koekelkoren kwam van 2005 tot 2012 uit voor Schuvoc Halen, vervolgens was hij actief bij VBC Waremme en VC Puurs. In mei 2015 zette hij aldaar zijn carrière als profvolleyballer stop om zich te richten op het beachvolleybal.
In deze sporttak werd hij samen met Tom Van Walle zes keer Belgisch kampioen, met name in 2009, 2014, 2015, 2016, 2017 en 2021. Daarnaast won het duo er tevens tweemaal zilver (2010 en 2013). Ook behaalde Koekelkoren samen met Dieter Melis eenmaal brons (2011) op het Belgisch kampioenschap. Daarnaast werd hij met Van Walle in 2017 vierde op het Europees kampioenschap in het Letse Jūrmala.
In augustus 2021 maakte hij bekend een einde te zetten achter zijn professionele beachvolleybalcarrière.